# Eremurus chloranthus
Eremurus chloranthus är en grästrädsväxtart som beskrevs av Mikhail Grigoríevič Popov. Eremurus chloranthus ingår i släktet Eremurus och familjen grästrädsväxter. Inga underarter finns listade i Catalogue of Life.